# Juan de Nalda
Juan de Nalda war ein spanischer Maler, der zwischen etwa 1490 und 1510 archivalisch greifbar ist.
Es wird angenommen, er sei Sohn eines Stickers in Navarrete gewesen. Im November 1493 arbeitete er in der Werkstatt des Jean Changenet in Avignon. Nachdem Charles Sterling diese Verbindung aufgrund archivalischer Funde hergestellt hatte, schrieb er Juan de Nalda das Hochaltarretabel in der Klosterkirche Santa Clara in Palencia zu, das bis dato einem unbekannten Meister von Santa Clara de Palencia oder Meister von Santa María del Campo zugeordnet worden war. Der Altaraufsatz wurde vermutlich von María de Velasco, der Witwe des Admirals Alfonso Enríquez, unter dessen Schirmherrschaft das Kloster stand, in Auftrag gegeben. Es muss vor 1505 fertiggestellt worden sein, als María ihr Testament unterzeichnete. Aufgrund der archivalischen Verbindung kann nun die stilistische Nähe der Malerei Juan de Naldas zur zweiten Schule von Avignon, die bereits zuvor beobachtet worden war, erklärt werden.
Nach seiner Rückkehr nach Spanien arbeitete er nicht nur in Palencia, sondern auch in Burgos.

## Werke (Auswahl)
- Hochaltarretabel der Klosterkirche Santa Clara in Palencia, um 1497/1500
  - Schutzmantelmaria (Öl auf Holz; Madrid, Museo Arqueológico Nacional de España, Inv. Nr. 51812)
  - Gregorsmesse (Öl auf Holz; Madrid, Museo Arqueológico Nacional de España, Inv. Nr. 51717)
  - Entschlafung Mariens (140 × 77 cm, Öl auf Holz; Lyon, Musée des Beaux-Arts, Inv. Nr. A2939)
  - Marienkrönung (Öl auf Holz; Lyon, Musée des Beaux-Arts)
- Hl. Gregor, um 1500 (76 × 60 cm, Mischtechnik; Madrid, Museo del Prado, Inv. Nr. P001329)[2]
- Heimsuchungsretabel (Palencia, Kathedrale)
- Franziskanerretabel (Madrid, Museo Lazaró Galdiano)
  - Hl. Antonius von Padua
  - Hl. Franziskus

## Galerie

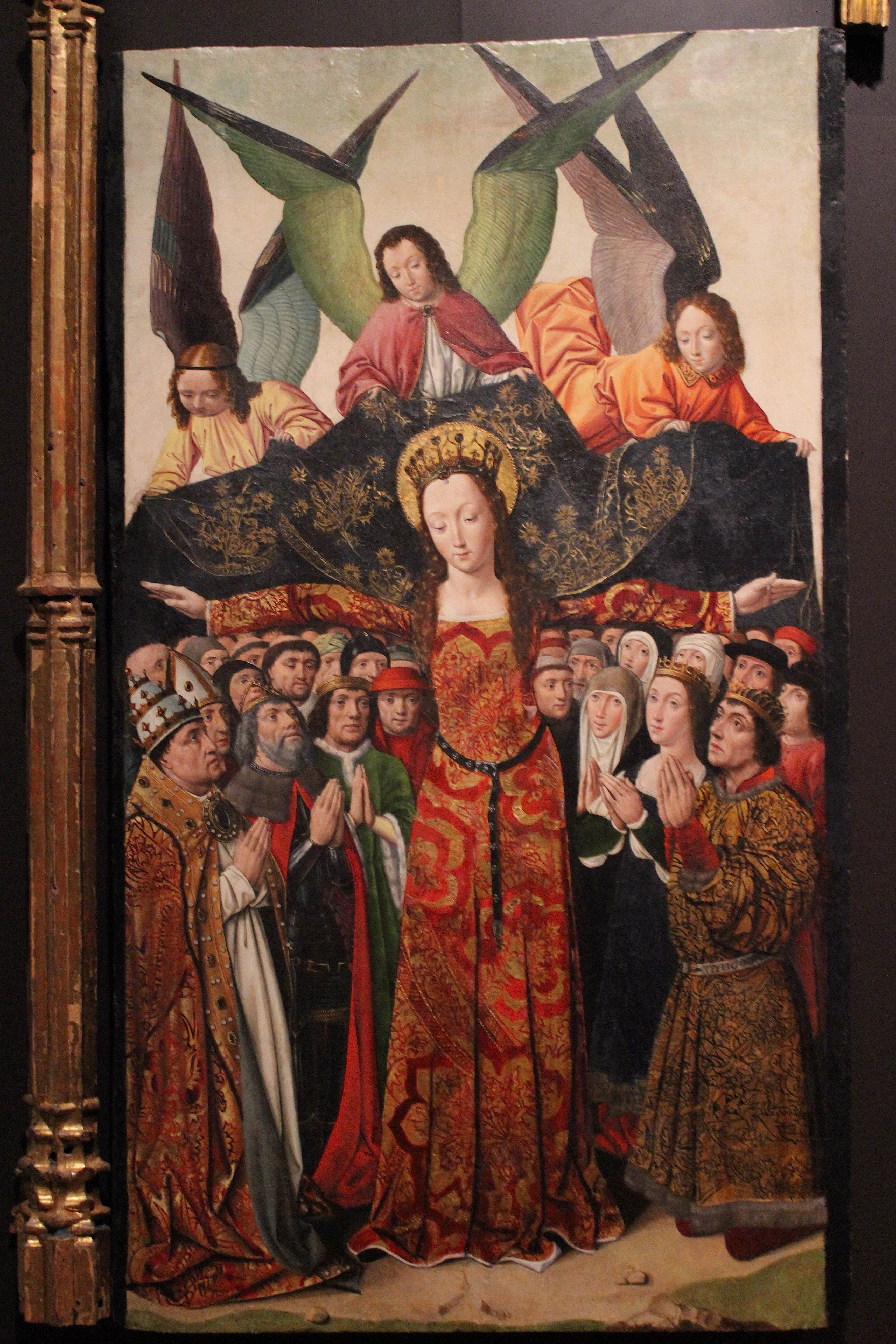
Schutzmantelmaria
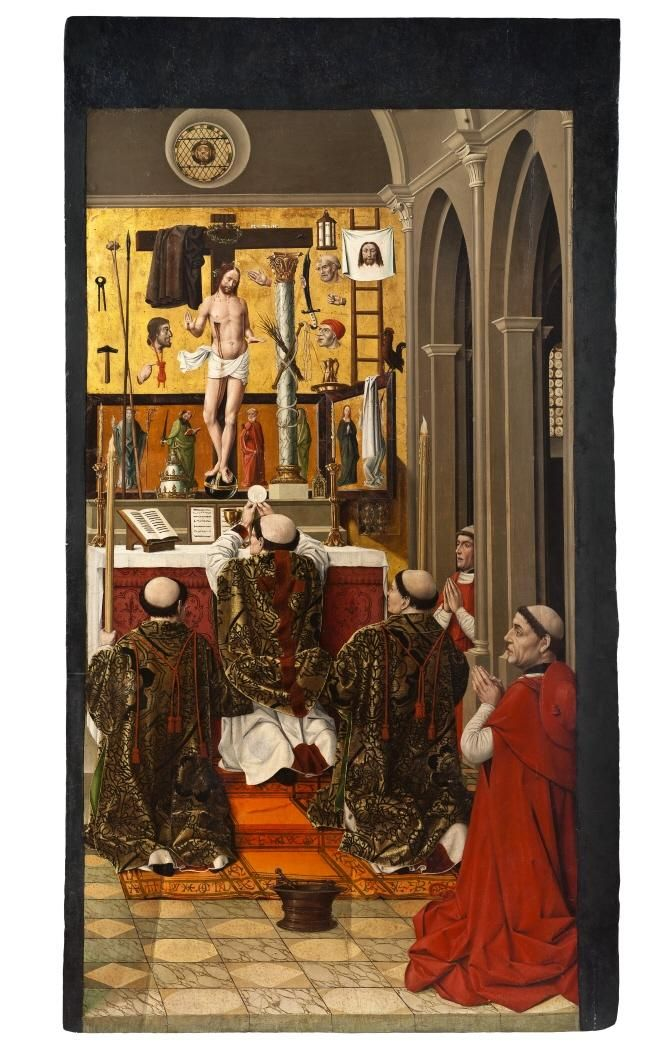
Gregorsmesse
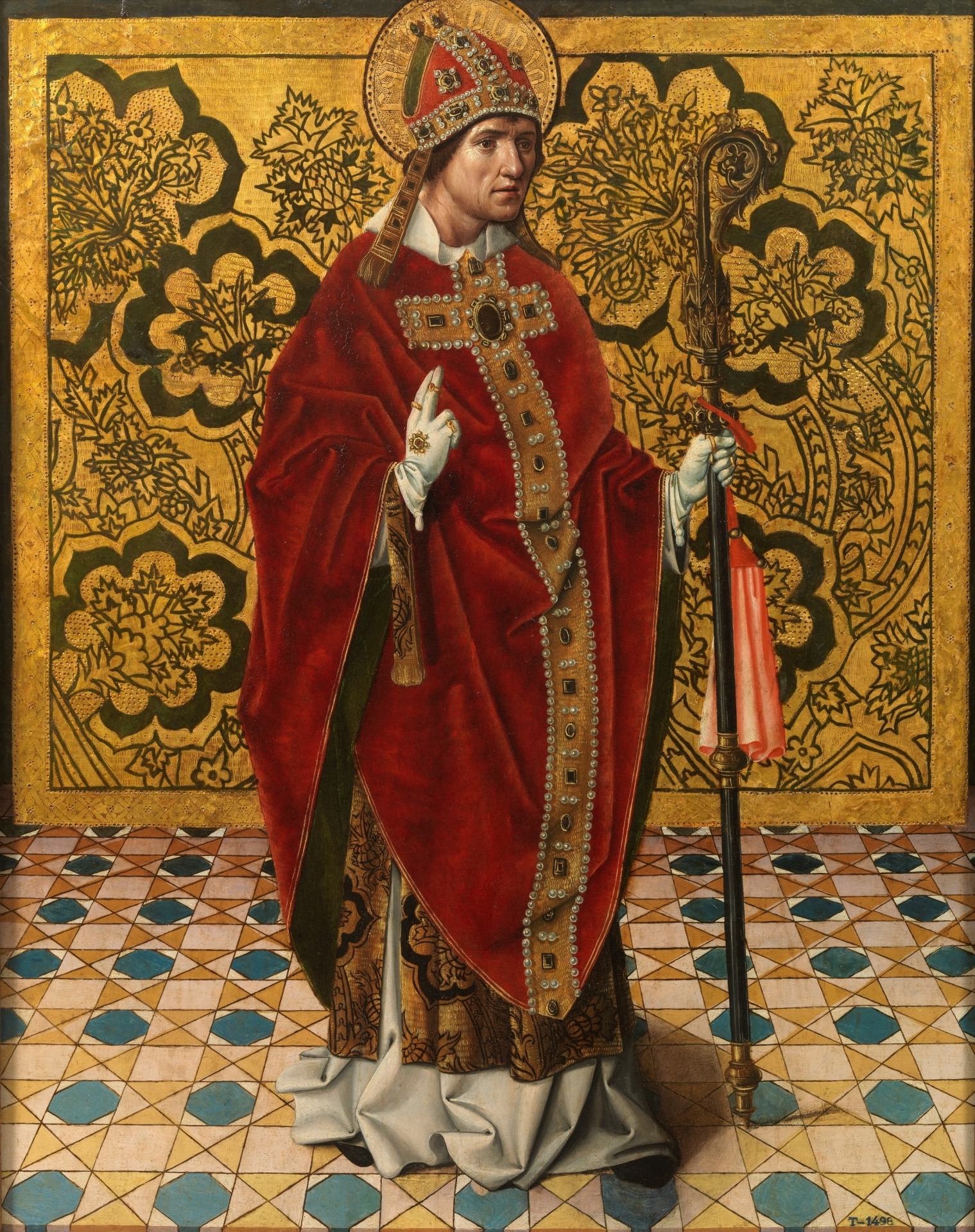
Hl. Gregor
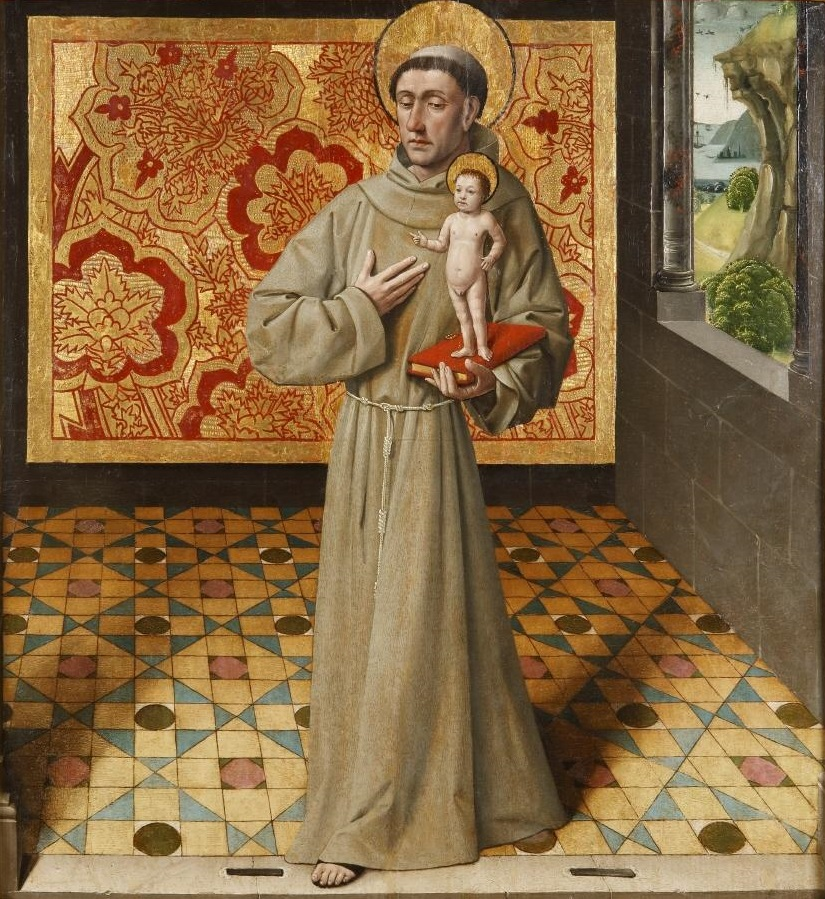
Hl. Antonius von Padua
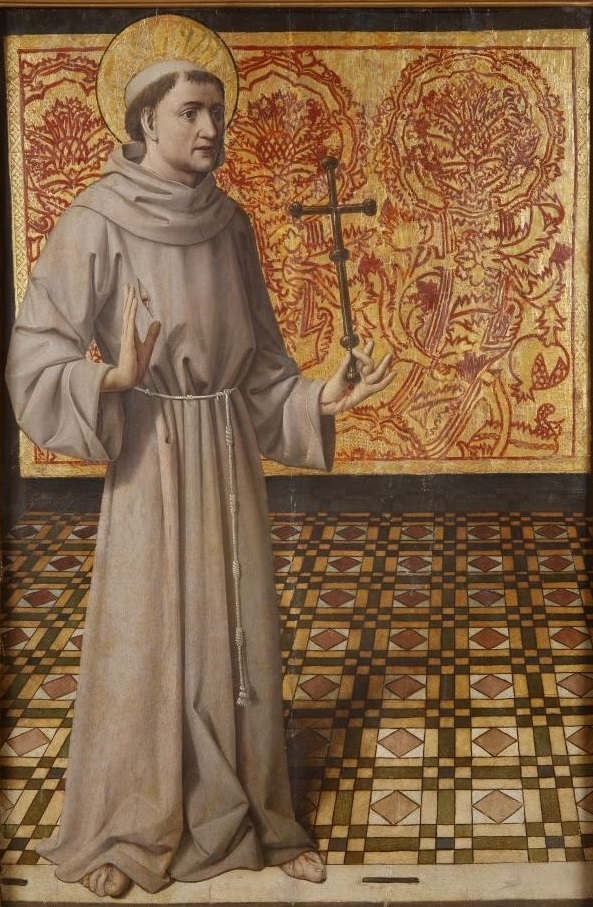
Hl. Franziskus